# NOHAB

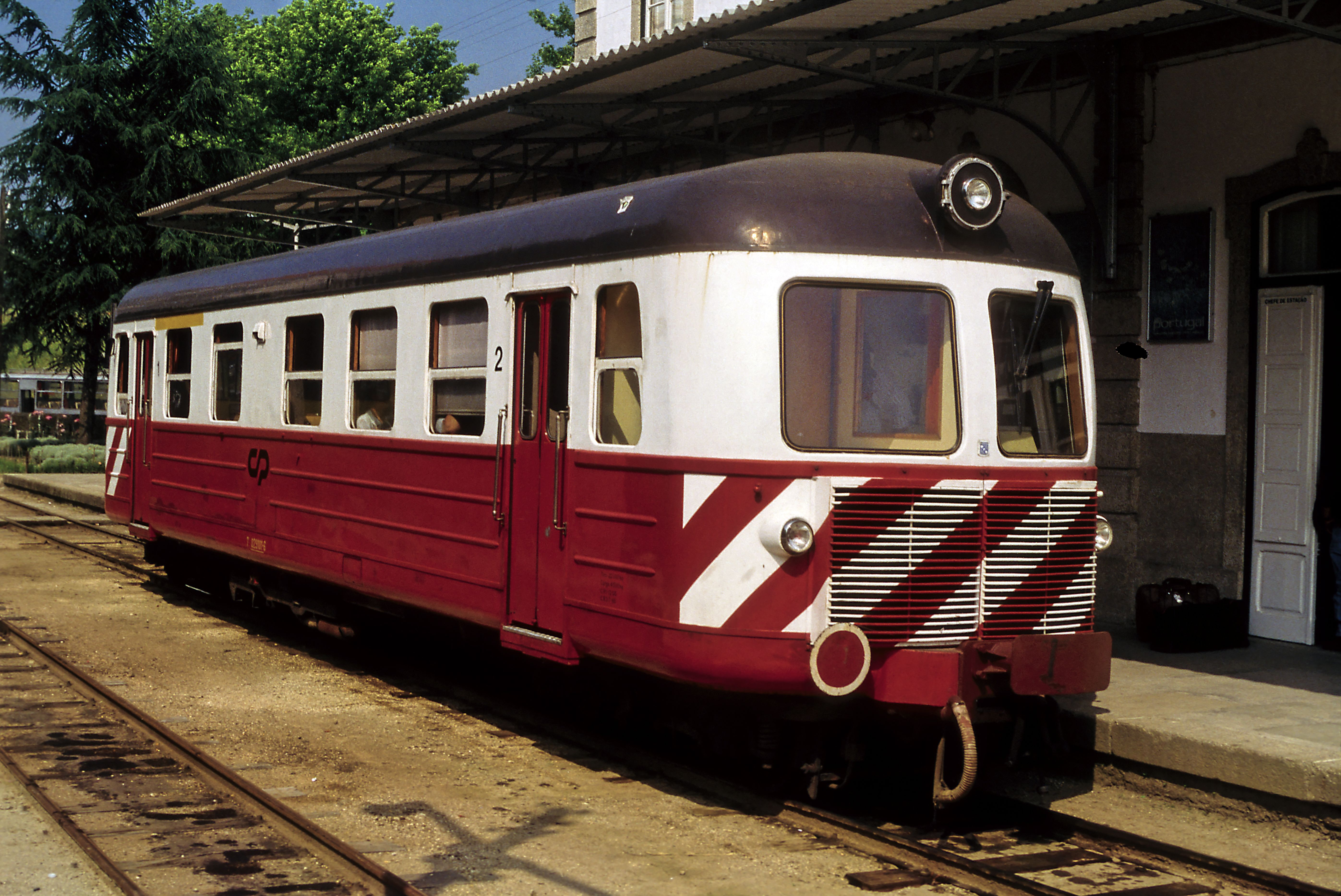
Un automotor diesel NOHAB Série 9100 de trocha métrica de los Ferrocarriles de Portugal en la estación de Amarante de la Línea del Támega, en el norte de Portugal (1996)

NOHAB (Nydqvist & Holm AB), fue una compañía sueca de fabricación de la ciudad de Trollhättan.
La compañía fue fundada por Antenor Nydqvist, Johan Magnus Lidström y Carl Olof Holm en 1847 como Trollhättans Mekaniska Verkstad dedicándose a la fabricación de turbinas para centrales hidroeléctricas. En 1865 fabricó su primera locomotora de vapor y en 1912 la locomotora número 1000 salía de la factoría.
En 1916 se reconstituye como sociedad limitada convirtiéndose en NOHAB. En 1920 NOHAB recibe un pedido de mil locomotoras desde Rusia. Sólo 500 fueron entregadas entre 1921 y 1924.
En 1924 NOHAB construye tres locomotoras de vapor, las 4-6-0 para trocha métrica con matrículas #1727, #1728 y #1729 para Estrada de Ferro Rio d'Ouro en el estado de Río de Janeiro (Brasil). De acuerdo a los registros conservados de Río d'Ouro las locomotoras no llegaron a Brasil antes de 1926.
En la década de los 50 NOHAB comenzó la producción de locomotoras diésel bajo licencia de Electro-Motive Division de General Motors.
Los ferrocarriles estatales daneses fueron un importante cliente así como los de Noruega a la que se entregaron 35 Di 3.

## NOHAB en Hungría
Durante los primeros años de la década de los ´60 veinte motores diesel NOHAB se construyeron para los Ferrocarriles Estatales Húngaros, pero a causa del Telón de acero las importaciones se interrumpieron a favor de las locomotoras soviéticas M62. Las locomotoras suecas fueron clasificadas por MÁV como clase M61 con una versatilidad, fiabilidad y economía de funcionamiento probadas. Incluso se utilizaron en convoyes sin parada posible de transporte de residuos nucleares desde la central nuclear Paks a instalaciones soviéticas para su reprocesado, a pesar de la disponibilidad de las locomotoras soviéticas M62.
La clase M61 ha alcanzado el estatus de objeto de culto en Hungría debido al hecho de que se utilizaron para tirar de trenes expreso a lugares de vacaciones por la región del lago Balaton. Su imagen pasó a estar muy relacionada con campamentos de verano para adolescentes, la exploración y el ocio familiar durante la época socialista, cuando los viajes al extranjero estaban fuertemente restringidos para el ciudadano medio.
Hoy las M61 no están en servicio comercial con MÁV. La mayoría fue desguazada, pero se conservaron algunas. Una se encuentra en funcionamiento para servicios charter ofrecidos por un grupo de conservación en Hungría y Rumanía y otra tira de convoyes de mantenimiento en la región de Budapest.

## NOHAB en Argentina
Importados de segunda mano, llegaron al país en 2013 un lote de NOHAB de trocha ancha desde Portugal para prestar servicio en la línea General Roca, operada por SOFSE (para los servicios Universitario en La Plata y de Constitución a Lobos, Roque Pérez y Saladillo) y en Ferrobaires (a 25 de Mayo).

## Equipamiento militar
En 1930 NOHAB comenzó la fabricación del motor de aviación Bristol Jupiter bajo licencia de la Bristol Aeroplane Company. Dos años después la división de motores de aviación de NOHAB y AB Svenska Järnvägsverkstäderna de Linköping formaron el fabricante aeronáutico SAAB.
NOHAB también era un importante fabricante de turbinas para centrales eléctricas y bastante conocido por la fabricación de motores navales de tamaño medio. Asimismo NOHAB fabricó los chasis de los S-tank. La compañía entró en bancarrota en 1979.